# Richard Rubenstein
Richard Lowell Rubenstein (New York, 8 gennaio 1924 – Bridgeport, 16 maggio 2021) è stato un filosofo, teologo e rabbino statunitense.
Educatore di religione e scrittore importante nell'ambito dell'ebraismo e della comunità ebraica statunitense, è noto soprattutto per i suoi contributi alla teologia dell'Olocausto. Visse in Connecticut e sposò la storica dell'arte Betty Rogers Rubenstein.

## Biografia
Rubenstein iniziò la sua istruzione terziaria all'Hebrew Union College,  un'istituzione all'interno della tradizione riformista dell'ebraismo. Si è laureato all'Università di Cincinnati, fu poi insignito del Master of Hebrew Literature dal Jewish Theological Seminary of America (tradizione conservatrice) e fu anche ordinato rabbino da quell'istituzione. Ha poi studiato alla Harvard Divinity School e gli è stato conferito un Master of Sacred Theology degree. Infine, ha proseguito gli studi di dottorato e ha conseguito un dottorato di ricerca presso l'Università di Harvard, nel 1960. 
Rubenstein ricevette due dottorati onorari: Dottore in Lettere Ebraiche, dal Seminario Teologico Ebraico; e Dottore in Lettere Umane, dalla Grand Valley State University.

## Opere
- Power Struggle: An Autobiographical Confession (New York: Scribner, 1974; Lanham: University Press of America, 1986).